# Caterina Bresciani
Caterina Bresciani, född 1722, död 1780, var en italiensk skådespelare.
Hon var engagerad vid Teatro San Luca i Venedig 1753-1766. 
Hon är framför allt ihågkommen som den hyllade huvudpersonen i ett sextiotal komedier och tragikomedier av den venetianske dramatikern Carlo Goldoni, inklusive de som kretsade kring karaktären Ircana, skrivna speciellt för henne: La sposa persiana (1753), Ircana in Julfa (1755) och Ircana in Ispaan (1756). Med dessa tolkningar uppnådde hon så stor framgång att hon till slut bara blev ihågkommen under namnet Ircana famosa. 